# Kleinbuikkathaai
De kleinbuikkathaai (Apristurus indicus) is een vis uit de familie van de Pentanchidae en behoort derhalve tot de orde van grondhaaien (Carcharhiniformes). De vis kan een lengte bereiken van 34 centimeter. 

## Leefomgeving
De kleinbuikkathaai is een zoutwatervis. De vis prefereert diep water en komt voor in de Atlantische en Indische Oceaan op dieptes tussen 1289 en 1840 meter. 

## Relatie tot de mens
De kleinbuikkathaai is voor de visserij van geen belang. In de hengelsport wordt er weinig op de vis gejaagd. 